# Coupe du monde de softball de 2012
Navigation
2011 2013
La septième édition de la Coupe du monde de softball s'est tenue au ASA Hall of Fame Stadium à Oklahoma City aux États-Unis du 27 juin 2012 au 2 juillet 2012. Les 6 équipes nationales participantes étaient les États-Unis, Porto Rico, le Brésil, le Canada, les Pays-Bas et l'Australie.

## Tour préliminaire
| Date             | Vainqueur  | Score           | Perdant    |
| ---------------- | ---------- | --------------- | ---------- |
| 28 juin 2012     | Brésil     | 2-1             | Porto Rico |
| 28 juin 2012     | Pays-Bas   | 7-6             | Canada     |
| 28 juin 2012     | Australie  | 11-1            | Brésil     |
| 28 juin 2012     | États-Unis | 8-0             | Porto Rico |
| June 29, 2012    | Pays-Bas   | 4-3             | Brésil     |
| June 29, 2012    | Australie  | 7-6             | Canada     |
| June 29, 2012    | Pays-Bas   | 7-2             | Porto Rico |
| June 29, 2012    | États-Unis | 3-1             | Australie  |
| 30 juin 2012     | États-Unis | 2-1             | Pays-Bas   |
| 30 juin 2012     | États-Unis | 9-0 (5 manches) | Canada     |
| 30 juin 2012     | Australie  | 6-2             | Porto Rico |
| 1er juillet 2012 | États-Unis | 9-0             | Brésil     |
| 1er juillet 2012 | Australie  | 4-0             | Pays-Bas   |
| 1er juillet 2012 | Canada     | 7-0             | Porto Rico |
| 1er juillet 2012 | Canada     | 13-0            | Brésil     |

## Classement après le tour préliminaire
| Class. | Équipe     | Gagné | Perdu | PP | PC |
| ------ | ---------- | ----- | ----- | -- | -- |
| 1      | États-Unis | 5     | 0     | 31 | 2  |
| 2      | Australie  | 4     | 1     | 29 | 12 |
| 3      | Pays-Bas   | 3     | 2     | 19 | 17 |
| 4      | Canada     | 2     | 3     | 32 | 23 |
| 5      | Brésil     | 1     | 4     | 6  | 38 |
| 6      | Porto Rico | 0     | 5     | 5  | 30 |

## Matches de classement
| Date           | Game                   | Vainqueur  | Score | Perdant   |
| -------------- | ---------------------- | ---------- | ----- | --------- |
| 2 juillet 2012 | Match pour la 5e place | Porto Rico | 4-1   | Brésil    |
| 2 juillet 2012 | Match pour la 3e place | Canada     | 11-8  | Pays-Bas  |
| 2 juillet 2012 | Finale                 | États-Unis | 3-0   | Australie |

## Classement après les matches de classement
| Class. | Équipe     | Gagné | Perdu | PP | PC |
| ------ | ---------- | ----- | ----- | -- | -- |
| 1      | États-Unis | 6     | 0     | 34 | 2  |
| 2      | Australie  | 4     | 2     | 29 | 15 |
| 3      | Canada     | 3     | 3     | 43 | 31 |
| 4      | Pays-Bas   | 3     | 3     | 27 | 28 |
| 5      | Porto Rico | 1     | 5     | 9  | 31 |
| 6      | Brésil     | 1     | 5     | 7  | 34 |